# Ilčo Naumoski
Ilčo Naumoski (en macédonien : Илчо Наумоски), né le 29 juillet 1983 à Prilep en Yougoslavie, est un footballeur international macédonien, qui évoluait au poste d'attaquant. Il possède également la nationalité autrichienne.

## Biographie

### Carrière en club
Ilčo Naumoski dispute 6 matchs en Ligue des champions, pour 3 buts inscrits, et six matchs en Coupe de l'UEFA, pour un but inscrit. Il inscrit un doublé en Ligue des champions le 30 juillet 2003, lors d'un match contre le KF Tirana comptant pour le deuxième tour préliminaire de cette compétition.

### Carrière internationale
Ilčo Naumoski compte 46 sélections et 9 buts avec l'équipe de Macédoine entre 2003 et 2012. 
Il est convoqué pour la première fois en équipe de Macédoine par le sélectionneur national Nikola Ilievski, pour un match amical contre la Croatie le 9 février 2003. Il commence la rencontre comme titulaire, et sort du terrain à la 52e minute de jeu, en étant remplacé par Goce Toleski (2-2).
Par la suite, le 20 août 2003, il inscrit son premier but en sélection contre l'Albanie, lors d'un match amical. Le match se solde par une victoire 3-1 des Macédoniens.
Il reçoit sa dernière sélection le 29 février 2012 lors d'un match amical contre le Luxembourg. Le match se solde par une défaite 2-1 des Macédoniens.

## Palmarès
- Avec le Grazer AK
  - Champion d'Autriche en 2004
  - Vainqueur de la Coupe d'Autriche en 2004